# Uranotaenia ornata
Uranotaenia ornata är en tvåvingeart som beskrevs av Theobald 1909. Uranotaenia ornata ingår i släktet Uranotaenia och familjen stickmyggor. Inga underarter finns listade i Catalogue of Life.